# Antiskimming
Antiskimming ist eine Abwehrmaßnahme gegen betrügerische Manipulationen von Geldautomaten. Der Manipulationsversuch wird als Skimming bezeichnet.

## Technische Antiskimming-Möglichkeiten
Es gibt heute unterschiedliche Antiskimming-Methoden um Skimming zu erschweren bzw. zu verhindern:
- Das Anbringen von Skimmingmodulen soll mechanisch erschwert werden (sog. Vorbauschutz).
- Skimming-Module sollen elektronisch erkannt werden, der Geldautomat wird bei Angriffen außer Betrieb genommen.
- Das Auslesen der Magnetstreifen wird elektronisch verhindert, der Geldautomat bleibt in Betrieb.
- Das Auslesen der Magnetstreifen wird durch einen nicht-linearen Karteneinzug erschwert (Jittering).

## Antiskimming durch den Automatennutzer
Jedem Benutzer von Geldautomaten wird darüber hinaus empfohlen, bei der PIN-Eingabe die PIN-Tastatur mit der freien Hand gegen Ausspähung abzudecken. Dies schützt jedoch nicht gegen Tastenfeld-Attrappen, die über das eigentliche Tastenfeld geklebt werden und einfach die Tastendrücke aufzeichnen.